# Antiprismă pentagonală
În geometrie antiprisma pentagonală este a treia dintr-o familie infinită de antiprisme, fiind formată dintr-un număr par de fețe triunghiulare dintre două fețe poligonale de capăt.

## Antiprisma pentagonală regulată
Dacă toate fețele sale sunt poligoane regulate, este un poliedru semiregulat, cu indicele uniform U77c. Poate fi considerat un icosaedru parabidiminuat, o formă obținută prin îndepărtarea a două piramide pentagonale dintr-un icosaedru regulat lăsând două fețe pentagonale neadiacente; o formă înrudită, icosaedrul metabidiminuat (unul dintre poliedrele Johnson), este și el format prin îndepărtarea a două piramide dintr-un icosaedru, dar fețele sale pentagonale sunt adiacente una cu cealaltă. Cele două fețe pentagonale ale oricărei forme pot fi augmentate cu piramide pentru a forma icosaedrul.
În cazul unei baze regulate cu 5 laturi, de obicei se consideră cazul în care copia sa este răsucită cu un unghi de 36°. O regularitate suplimentară se obține când dreapta care leagă centrele bazelor este perpendiculară pe planele bazelor, făcându-o antiprismă dreaptă. Ca fețe, are cele două baze pentagonale, conectate prin 10 triunghiuri isoscele. Având 12 fețe, este un dodecaedru neregulat. 

### Mărimi asociate
Pentru o antiprismă cu baza pentagonală regulată cu latura a, înălțimea h, aria A și volumul se pot calcula cu relațiile formula:
{\displaystyle h={\sqrt {\frac {5+{\sqrt {5}}}{10}}}\,a\approx 0,850651\,a\,,}
{\displaystyle A={\frac {{\sqrt {5(5+2{\sqrt {5}})}}+5{\sqrt {3}}}{2}}\,a^{2}\approx 7,771082\,a^{2},}
{\displaystyle V={\frac {5+2{\sqrt {5}}}{6}}\,a^{3}\approx 1,578689\,a^{3}.}

## Antiprismă autointersectată

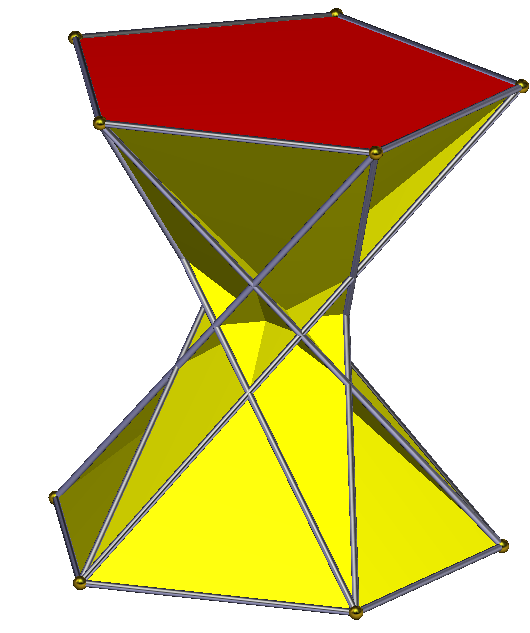
Antiprismă pentagonală autointersectată

O antiprismă pentagonală autointersectată este un poliedru stelat, identic din punct de vedere topologic cu antiprisma pentagonală convexă, cu același aranjament al vârfurilor, dar nu este un poliedru uniform deoarece laturile sunt triunghiuri isoscele. Configurația vârfului este 3.3/2.3.5, cu un triunghi retrograd. Are simetria D5d de ordinul 20.

## Politopuri înrudite
Antiprisma pentagonală apare ca element constitutiv în unele politopuri din dimensiuni superioare. Două inele a câte 10 antiprisme pentagonale delimitau fiecare suprafața marii antiprisme cvadridimensionale. Dacă aceste antiprisme sunt augmentate cu prisme și piramide pentagonale și legate cu inele formate din câte 5 tetraedre fiecare, se obține 600-celule.
Antiprisma pentagonală poate fi trunchiată și alternată pentru a forma o antiprismă snub:
| Antiprismă A5    | Trunchiată tA5   | Alternată htA5   |
| ---------------- | ---------------- | ---------------- |
|                  |                  |                  |
| s{2,10}          | ts{2,10}         | ss{2,10}         |
| v:10; e:20; f:12 | v:40; e:60; f:22 | v:20; e:50; f:32 |

| Familia antiprismelor n-gonale uniforme | Familia antiprismelor n-gonale uniforme | Familia antiprismelor n-gonale uniforme | Familia antiprismelor n-gonale uniforme | Familia antiprismelor n-gonale uniforme | Familia antiprismelor n-gonale uniforme | Familia antiprismelor n-gonale uniforme | Familia antiprismelor n-gonale uniforme | Familia antiprismelor n-gonale uniforme | Familia antiprismelor n-gonale uniforme | Familia antiprismelor n-gonale uniforme | Familia antiprismelor n-gonale uniforme | Familia antiprismelor n-gonale uniforme | Familia antiprismelor n-gonale uniforme | Familia antiprismelor n-gonale uniforme |
| --------------------------------------- | --------------------------------------- | --------------------------------------- | --------------------------------------- | --------------------------------------- | --------------------------------------- | --------------------------------------- | --------------------------------------- | --------------------------------------- | --------------------------------------- | --------------------------------------- | --------------------------------------- | --------------------------------------- | --------------------------------------- | --------------------------------------- |
| Imagine poliedru                        |                                         |                                         |                                         |                                         |                                         |                                         |                                         |                                         |                                         |                                         |                                         | ...                                     | Antiprismă apeirogonală                 |                                         |
| Imagine pavare sferică                  |                                         |                                         |                                         |                                         |                                         |                                         |                                         |                                         |                                         |                                         |                                         | Imagine pavare plană                    |                                         |                                         |
| Configurația vârfului n.3.3.3           | 2.3.3.3                                 | 3.3.3.3                                 | 4.3.3.3                                 | 5.3.3.3                                 | 6.3.3.3                                 | 7.3.3.3                                 | 8.3.3.3                                 | 9.3.3.3                                 | 10.3.3.3                                | 11.3.3.3                                | 12.3.3.3                                | ...                                     | ∞.3.3.3                                 |                                         |

### Poliedru dual

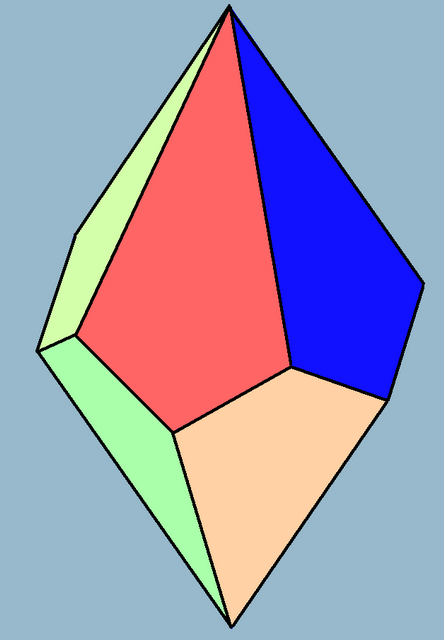
Dual: Trapezoedru pentagonal

Poliedrul dual este trapezoedrul pentagonal.